# 過氯酸𨥙
過氯酸，又稱過氯酸，是无机化合物，化学式为N2H5ClO4，易爆且极易潮解。无水過氯酸𨥙在室温下、20%湿度的环境中转化为半水合物。

## 制备
将冷的85%水合肼加入到冷的72%高氯酸溶液（过量10%）中，反应保持在5℃以下。产物用50%高氯酸重结晶两次得到纯品。

## 氨合物
過氯酸𨥙除了形成水合物外，还能形成氨合物。一水合過氯酸𨥙和氨气发生放热反应，水分子被取代：
N2H5ClO4·H2O + NH3 → N2H5ClO4·NH3 + H2O
一氨合物不会潮解，137℃熔化，240℃爆炸。在氨合物中，氧化剂ClO−
4与还原剂N
2H+
5、NH3共存使得整个分子变得不稳定。